# Pseudopigeus unidentatus
Pseudopigeus unidentatus là một loài bọ cánh cứng trong họ Tenebrionidae. Loài này được Kaszab miêu tả khoa học đầu tiên năm 1984.